# Michael Tabor (activiste)
Michael Aloysius Tabor (13 décembre 1946 - 17 octobre 2010) était un membre du Black Panther Party, accusé et jugé dans le cadre d'un prétendu complot visant à faire exploser des bâtiments publics à New York et à assassiner plusieurs agents de la police municipale de New York. Quatre mois après le début du procès, Tabor et un autre accusé se sont enfuis en Algérie. Bien qu'il ait finalement été acquitté de tous les chefs d'accusation, Tabor est resté en exil en Afrique jusqu'à sa mort, sans jamais retourner aux États-Unis.

## Biographie
Tabor naît le 13 décembre 1946 à Harlem et rejoint le Black Panther Party alors qu'il est encore adolescent. Il prend le nom de Cetewayo, un roi zoulou du XIXe siècle. En 1969, il écrit le pamphlet Capitalisme plus drogue égale génocide. En 1970, lui et 12 autres membres des Black Panthers sont inculpés pour avoir prétendument comploté pour tuer des policiers et poser des bombes dans des bâtiments commerciaux et publics de la ville de New York, y compris le Jardin botanique dans le Bronx. La thèse de l'accusation est étayée par des agents infiltrés qui affirment que les accusés ont élaboré des plans pour une série d'attentats à la bombe et ont organisé des cours de fabrication d'engins explosifs.
Comme le coaccusé Richard Moore (en), Tabor ne se présente pas à son procès en février 1971. Il perd 150 000 $ de caution et est déclaré fugitif. Le leader des Panthères Noires, Huey P. Newton, qualifie Moore et Tabor d'« ennemis du peuple » pour s'être soustraits à la justice alors qu'ils étaient en procès et pour avoir mis en danger les autres accusés et le parti. Connie Matthews, ancienne secrétaire de Newton et épouse de Tabor, a également quitté le pays et aurait emporté de précieux dossiers. Les deux hommes refont finalement surface en Algérie le mois suivant en compagnie d'Eldridge Cleaver.
Le New York Times publie une longue lettre de Moore la veille de la lecture des verdicts, expliquant qu'ils ont fui les États-Unis parce qu'ils craignaient pour leur vie. Le 13 mai 1971, après un procès de huit mois, le jury de la Cour suprême de New York à Manhattan  prononce un acquittement pour les 156 chefs d'accusation. 
Après leur expulsion de l'Algérie, Tabor et Connie Matthews rejoignent la Zambie en 1972, alors le siège du Congrès national africain. Tabor anime une émission de radio, The Happy World of 5 FM. Malgré des demandes répétées, Tabor  refuse de retourner aux États-Unis. Il meurt à l'âge de 63 ans à Lusaka, le 17 octobre 2010, à la suite de complications liées à de multiples accidents vasculaires cérébraux. Il laisse derrière lui sa seconde épouse, Priscilla Matanda, ainsi qu'une fille et trois fils.